# Białobożnica (hromada)
Białobożnica (ukr. Білобожницька сільська громада) – hromada wiejska w obwodzie tarnopolskim, w rejonie czortkowskim.
Utworzona 4 września 2015 r.
Hromada składa się z 10 wsi: Bazar, Białobożnica, Biały Potok, Budzanów, Dżuryn, Kalinowszczyzna, Kosów, Krzywołuka, Mazurówka, Papiernia, Pauszówka, Połowce, Romaszówka, Rydoduby, Siemakowce, Skomorosze, Słobódka Dżuryńska, Zwiniacz.